# 市川知宏
市川 知宏（いちかわ ともひろ、1991年9月6日 - ）は、日本の俳優、MEN ON STYLEのメンバー。東京都出身。研音所属。
妻は元乃木坂46メンバーの永島聖羅。

## 来歴
2008年11月24日、佼成学園高等学校2年生（17歳）の時に最終審査12人の中、唯一制服姿で出場し、第21回『ジュノン・スーパーボーイ・コンテスト』でグランプリを受賞する。受賞時のニュースでは「横顔がチュートリアルの徳井義実似」とも報道された。受賞後に研音と契約し、芸能界入りする。
2009年、テレビドラマ『カイドク〜都市伝説の暗号ミステリー〜』で俳優デビュー。同年12月、早稲田大学社会科学部社会科学科にAO入試で合格。3留していたが、2017年、Twitter上で7年生で卒業したことを明らかにした。
2010年10月、TBS系連続ドラマ『クローン ベイビー』で初主演をつとめる。
2025年4月3日、元乃木坂46メンバーの永島聖羅との結婚を発表した。

## 人物
「喜怒哀楽」で一番占めているのは「哀」。また、自身の性格について「気遣い屋のマイペース」と評している。「熱しやすく冷めにくくなりたい。鉄系を目指す!」と語っている。

## 出演

### テレビドラマ
- カイドク〜都市伝説の暗号ミステリー〜（2009年6月30日、関西テレビ） - 森園守 役
- 夏うたドラマSP 幸せの贈り物（2009年7月24日、TBS） - 竹下信宏 役
- オトメン（乙男）〜夏〜（2009年8月1日 - 9月26日、フジテレビ） - 黒川樹虎 役
  - オトメン（乙男）〜秋〜（2009年10月13日 - 11月3日、フジテレビ） - 黒川樹虎 役
- サタデーバリューフィーバー・不可思議探偵団（2009年11月7日、日本テレビ）
- 小公女セイラ 第8話（2009年11月7日、TBS） - 水島あきら 役
- 曲げられない女（2010年1月13日 - 3月17日、日本テレビ） - 今田健治 役
- ホタルノヒカリ2（2010年7月7日 - 9月15日、日本テレビ） - 松小路豪也 役
- クローン ベイビー（2010年10月8日 - 12月17日、TBS） - 主演・青柳正宗 役[9]
- 美咲ナンバーワン!!（2011年1月12日 - 3月16日、日本テレビ） - 長瀬恭太郎 役
- チーム・バチスタ3 アリアドネの弾丸（2011年7月12日 - 9月20日、関西テレビ） - 須賀秀介 役
- 蜜の味〜A Taste Of Honey〜（2011年10月13日 - 12月22日、フジテレビ） - 栗山和気 役
- 都市伝説の女 第2話（2012年4月20日、テレビ朝日） - 黒岩功 役
- 薄桜記 第7話 - 最終話（2012年8月24日 - 9月21日、NHK BSプレミアム） - 吉良義周 役
- 死と彼女とぼく（2012年9月21日、テレビ朝日） - 松実優作 役
- 大奥〜誕生［有功・家光篇］ 第6・7・9・最終話（2012年11月16日・11月23日・12月7日・12月14日、TBS） - 溝口左京（お夏の方） 役
- 小暮写眞館（2013年3月 - 4月、NHK BSプレミアム） - 高田文司 役
- 土曜ワイド劇場（朝日放送）
  - ヤメ検の女シリーズ（2013年12月21日 - ） - 野瀬剛史 役
    - ヤメ検の女4（2013年12月21日）
    - ヤメ検の女5（2014年12月20日）
    - 新ヤメ検の女（2015年11月7日）
    - 新ヤメ検の女2（2016年11月26日）

  - パーフェクト弁護士〜南蛇井律子（2017年2月11日） - 二田鳥望 役
- 東京が戦場になった日（2014年3月15日、NHKスペシャル特集ドラマ） - 神部正明（青年期）役
- 家族狩り（2014年7月4日 - 9月5日、TBS） - 岡村仁 役
- 金曜ロードSHOW!特別ドラマ企画 ヒガンバナ〜女たちの犯罪ファイル（2014年10月24日、日本テレビ） - 東野和也 役
  - ヒガンバナ〜警視庁捜査七課〜（2016年1月13日 - 3月16日、日本テレビ） - 東野和也 役
- 水曜ミステリー9 ソタイ 組織犯罪対策課（2014年11月12日、テレビ東京） - 青山瑛士 役
- 信長協奏曲 第6話・第7話・第9話・第10話（2014年11月17日・24日・12月8日・15日、フジテレビ） - 細川藤孝 役[13]
- 最高のオヤコ（2016年1月10日、毎日放送） - 長嶋淳平 役
- 重要参考人探偵 第2話（2017年10月27日、テレビ朝日）[14] - 蔵田司郎 役
- 天才を育てた女房（2018年2月23日、日本テレビ） - 湯川秀樹 役[15]
- ラブリラン 第2話 - 最終話（2018年4月12日 - 6月8日、日本テレビ） - 藤崎隼人 役[16]
- 鳴門秘帖（2018年4月20日 - 6月22日、NHK BSプレミアム） - 多市 役[17]
- アイアングランマ2 第2話（2018年6月10日、NHK BSプレミアム） - 木嶋 役
- スーパープレミアム・悪魔が来りて笛を吹く（2018年7月28日、NHK BSプレミアム） - 沢村刑事 役
- テレビ東京開局55周年特別企画ドラマスペシャル「Aではない君と」（2018年9月21日、テレビ東京） - 大谷 役
- 深夜のダメ恋図鑑 第3話（2018年10月21日、朝日放送） - 田中 役
- 東野圭吾 手紙（2018年12月19日、テレビ東京）
- イノセンス 冤罪弁護士 第3話（2019年2月2日、日本テレビ）[18] - 赤城健太 役
- 4分間のマリーゴールド 第9話（2019年12月6日、TBS） - 滝沢卓 役
- 特集ドラマ「黒蜥蜴-BLACK LIZARD-」（2019年12月29日・NHK BSプレミアム、2020年2月8日・NHK BS4K） - 北村 役
- おしゃ家ソムリエおしゃ子! 第3話（2020年7月30日、テレビ東京） - 大賀憎男 役[19]
- 仮面ライダーセイバー（2020年10月18日 - 2021年8月29日、テレビ朝日） - ユーリ / 仮面ライダー最光 役[20]
- 教場II（2021年1月3日 - 4日、フジテレビ） - 椎名修二 役
- つまり好きって言いたいんだけど、 第11話（2021年12月16日、テレビ東京） - 不二宗理 役
- おいハンサム!! 第7話・最終話（2022年2月19日・26日、フジテレビ） - 施術者 役
- オールドルーキー 第3話・第4話（2022年7月17日 - 24日、TBS） - 今村浩平 役[21]
- 飴色パラドックス（2022年12月16日 - 2023年2月10日、MBS 他） - 隅田次郎 役[22]
- ワタシってサバサバしてるから（2023年1月9日 - 2月9日、NHK総合） - 谷川誠 役
- 僕らの食卓（2023年4月6日 - 、BS-TBS） - 穂積勇樹 役[23]
- 勝利の法廷式 第3話 - 最終話（2023年4月27日 - 6月15日、読売テレビ・日本テレビ） - 椿九重 役[24]
- テイオーの長い休日 第3話・第5話（2023年6月17日・7月1日、東海テレビ・フジテレビ） - 豆原ユータ 役[25]
- ミワさんなりすます（2023年10月16日 - 12月7日、NHK総合） - 泉飛露樹 役[26]
- 家政夫のミタゾノ 第6シリーズ 第2話（2023年10月17日、テレビ朝日） - 不破貞一 役[27]
- 相棒 season22 第1話・第2話（2023年10月18日・25日、テレビ朝日） - 鶴見征一（牧村克実）役[28]
- グレイトギフト（2024年1月18日 - 3月14日、テレビ朝日） - 立花佑真 役[29]
- Sugar Sugar Honey（2024年2月5日 - 3月25日、TOKYO MX） - 鹿間梓 役[30]
- Believe-君にかける橋-（2024年4月25日 - 6月20日、テレビ朝日） - 北村晴彦 役[31]
- 警視庁ゼロ係〜スカイフライヤーズ〜（2024年7月22日、テレビ東京） - 沢井隆二 役[32]
- あらばしり（2025年1月10日 - 3月28日、読売テレビ） - 赤武 役[33]
- 相続探偵 第6話（2025年3月1日、日本テレビ） - 飯山聡 / 阪入但 役[34]
- 三人夫婦（2025年4月9日 - 6月18日、TBS） - 里村涼平 役[35]
- 連続テレビ小説「あんぱん」第14回 -（2025年4月14日 - 、NHK） - 貴島勝夫 役[36]

### ネット配信
- 日本をゆっくり走ってみたよ 〜あの娘のために日本一周〜 第2話（2017年10月20日配信開始、Amazonプライム・ビデオ） - 岡田 役
- 天火、ヤマイヌ（犲）やめるってさ（2018年1月1日 - 22日、AbemaTV） - 武田楽鳥 役
- 臨床犯罪学者 火村英生の推理2019「狩人の悪夢」編（2019年9月29日・10月6日配信開始、Hulu） - 弓削与一 役

#### 携帯ドラマ
- LISMO Channel「Happy! School Days!」（au）
  - episode.2「Hello Goodbye」（2010年3月8日配信） - 高城祐介 役
- また会いましたね #7「夏のドキッとした出来事」（2019年9月6日配信開始、LINE） - 山田 役

### 映画
- 書道ガールズ!! わたしたちの甲子園（2010年5月15日公開） - 高田智也 役[37]
- 恋するナポリタン 〜世界で一番美味しい愛され方〜（2010年9月11日公開） - 槇原聡史 役
- 桜蘭高校ホスト部（2012年3月17日公開） - 九瀬猛 役[38]
- 銀の匙 Silver Spoon（2014年3月7日公開） - 駒場一郎 役[39]
- 好きっていいなよ。（2014年7月12日公開） - 竹村海 役[40]
- おかあさんの木（2015年6月6日公開） - 河辺 役
- 曇天に笑う（2018年3月21日公開） - 武田楽鳥 役[41]
- プリンシパル〜恋する私はヒロインですか?〜（2018年3月3日公開） - 金沢雄大 役[42]
- 劇場版パタリロ!（2019年6月28日公開）[43]
- HiGH&LOW THE WORST（2019年10月4日公開） - 金平優斗 役[44]
- 完全なる飼育 étude（2020年11月27日公開） - 主演・篠田蒼 役（月船さららとのダブル主演）[45]
- ブレイブ -群青戦記-（2021年3月12日公開） - アメリカンフットボール部 副主将 佐野亮 役[46]
- 裏アカ（2021年4月2日公開） - 佐伯崇 役[47]
- セイバー+ゼンカイジャー スーパーヒーロー戦記（2021年7月22日公開） - ユーリ / 仮面ライダー最光 役[48]
- 仮面ライダー ビヨンド・ジェネレーションズ（2021年12月17日公開） - ユーリ / 仮面ライダー最光 役[49]
- 野球部に花束を（2022年8月11日公開） - 森毅 役[50]
- 罪と悪（2024年2月2日公開）[51]
- サラリーマン金太郎【魁】編（2025年2月7日公開）[52]

### 舞台
- ピグマリオン（2011年8月19日 - 9月4日、東池袋・あうるすぽっと） - 主演・ヒギンズ（言語学者） 役[53]
- 劇団PU-PU-JUICE第12回公演 汚れたアヒル（2012年3月15日 - 25日、SPACE107） - 主演・純也 役（黒川智花とW主演）[54]
- パルコ・プロデュース公演 露出狂（2016年9月30日 - 10月10日、Zeppブルーシアター六本木） - 佐反町 役（チーム露）・御器 役（チーム出）[55]
- 學蘭歌劇 帝一の國 -決戦のマイムマイム-（2015年7月12日 - 20日、AiiA 2.5 Theater Tokyo / 25日 - 26日、梅田芸術劇場） - 野々宮裕次郎 役[56]
- 學蘭歌劇 帝一の國 -血戦のラストダンス-（2016年3月17日 - 27日、AiiA 2.5 Theater Tokyo） - 野々宮裕次郎 役[57]
- 東京マハロ第18回公演 紅をさす（2016年12月7日 - 14日、東京芸術劇場 シアターウエスト） - 栄五郎 役[58][59]
- 大きな虹のあとで〜不動四兄弟〜（2017年8月29日 - 9月3日、ザ・ポケット） - 月 役[60]
  - 大きな虹のあとで〜不動四兄弟〜（2018年8月3日 - 7日、シアターサンモール）
- Z-Lion第10回公演「思い出すなら Anotime」（2018年11月28日 - 12月2日、シアターサンモール） - 主演[61]
- 赤と黒 サムライ・魂（2019年5月25日 - 31日、東京国際フォーラム ホールC / 6月5日 - 9日、クールジャパン大阪TTホール / 6月21日、東海市芸術劇場） - 鶴川藩士・市木佐平次 役[62]
- 舞台版 『マーダー☆ミステリー 〜探偵・斑目瑞男の事件簿〜』（2021年12月5日、浅草花劇場） - 犬塚雅 役[63]
- 浪漫舞台 新装『走れメロス』 〜小説 太宰治〜（2022年3月5日 - 6日、森ノ宮ピロティホール / 3月12日 - 21日、自由劇場） - 佐藤春夫 役[64]
- リーディングシアター シャーロック・ホームズシリーズ『四つの署名』（2024年5月12日、サンシャイン劇場）[65]

### バラエティ
- run for money 逃走中（フジテレビ） - 2011年12月20日、逃走者 / 2012年10月7日、青山露美男 役
- 霜降りミキXIT（2020年7月13日 - 、TBS）

### 教育番組
- なりきり!むーにゃん生きもの学園（2014年11月22日、NHK Eテレ）

### CM
- ACジャパン 文字・活字文化推進機構支援キャンペーン 「知層」（2010年）

### PV
- 初音 feat. KEN THE 390「恋に出逢った夏」（2009年）
- ケツメイシ「仲間」（2010年）[66]

### DVD
- JUNONスーパーボーイ・コンテストVol.21 市川知宏（2009年2月15日発売、VAP）
- てれびくん超バトルDVD 仮面ライダーセイバー 集え！ヒーロー!!爆誕ドラゴンてれびくん（2021年） - ユーリ / 仮面ライダー最光 役
- 仮面ライダーセイバー 深罪の三重奏（2022年） - ユーリ 役

### Webアニメ
- 別冊 仮面ライダーセイバー 短編活動萬画集 第5集（2021年6月6日、東映特撮ファンクラブ） - ユーリ 役

### ゲーム
- 仮面ライダーバトル ガンバライジング（2021年、アーケード） - 仮面ライダー最光 役[67]
- 仮面ライダーバトル ガンバレジェンズ（2023年、アーケード） - 仮面ライダー最光 役

### 玩具
- 仮面ライダーセイバー 変身ベルト DX光剛剣最光&聖剣サイコウドライバー（2020年12月）

## 書籍

### 写真集
- いちとも（2013年4月1日発売、東京ニュース通信社）

### カバーモデル
- うたかた 〜utakata〜（2011年7月22日、著：桐夜、集英社ピンキー文庫） - 表紙
- 隣の君に、泣かないで。（2014年4月25日発売、著：久木さとみ、小学館エンジェル文庫） - 表紙